# Martin Fackler
Martin L. Fackler (8 avril 1933 - 23 mai 2015) est un éminent chirurgien militaire plus connu pour ses recherches sur l'efficacité des balles. Il est aujourd'hui retraité du corps médical de l'US Army qu'il a quitté avec le grade de colonel.  
Ses principales contributions sont :
- de tester et développer des modèles pour simuler les blessures provoquées par des balles. Son travail mène à une large utilisation de la gélatine balistique 10C et à l'abandon des tests sur des animaux vivants ;
- d'établir le lien entre la conception des projectiles, de leur forme et les blessures ;
- d'établir pour la première fois que l'instabilité de la trajectoire du projectile et que la cavitation ne signifient pas nécessairement d'importants dommages aux tissus. Il démontre que la fragmentation du projectile est le moyen le plus efficace pour une cartouche militaire d'occasionner des blessures ;
- de démonter les théories du puits d'énergie cinétique (energy dump en anglais) selon lesquelles un projectile à haute vitesse qui pourrait basculer sur son axe longitudinal lors de sa trajectoire interne transfèrerait une importante quantité d'énergie à la cible. Il montra qu'un tel projectile se traduit par une importante cavité temporaire provoquée par le transfert d'énergie cinétique  mais que la plupart des tissus possédant une résistance très importante à l'étirement, ils ne sont détruits que par contact direct avec les fragments.